# Павлодарська міська адміністрація
Павлода́рська міська адміністрація (каз. Павлодар қаласы әкімдігі, рос. Павлодарская городская администрация) — адміністративна одиниця у складі Павлодарської області Казахстану. Адміністративний центр — місто Павлодар.
Населення — 365782 особи (2021; 338542 у 2009, 319312 у 1999, 351275 у 1989).
Станом на 1989 рік до складу Павлодарської міської ради входили Ленінська селищна рада (смт Ленінський), Жана-Аульська сільська рада (села Павлодарське, Шаукен), Муялдинська сільська рада (село Муялди) та Чорноярська сільська рада (села Ново-Чорноярка, Сичовка, Чорноярка); Жетекшинська сільська рада (село Жетекші) та Кенжекольська сільська рада (села Байдала, Дем'яновка, Довге, Кенжеколь) перебували у складі Павлодарського району. Пізніше Чорноярський сільський округ передано до складу Павлодарського району, а зі складу району до адміністрації були передані Кенжекольський сільський округ (села Байдала, Довге, Кенжеколь) та Жетекшинський сільський округ (село Жетекші). 2004 року було ліквідовано село Шаукен Жанааульського сільського округу. 2007 року до складу адміністрації була включена територія площею 246,73 км² Павлодарського району та Аксуської міської адміністрації. 2012 року Жанааульський сільський округ перетворено в Павлодарську сільську адміністрацію, а 2013 року Жетекшинський сільський округ — в Жетекшинську сільську адміністрацію.

## Склад
До складу адміністрації входять місто Павлодар, 1 сільський округ, 1 селище та 3 села:
| Поселення                           | Площа, км² | Населення, осіб (1989) | Населення, осіб (1999) | Населення, осіб (2009) | Населення, осіб (2021) | Центр        | Населені пункти |
| ----------------------------------- | ---------- | ---------------------- | ---------------------- | ---------------------- | ---------------------- | ------------ | --------------- |
| Павлодар, місто                     | -          | 330748                 | 300503                 | 317289                 | 333190                 | -            | 1               |
| Атамекенська селищна адміністрація  | -          | 9586                   | 8072                   | 8619                   | 9488                   | Атамекен     | 1               |
| Жетекшинська сільська адміністрація | -          | 1644                   | 1503                   | 1732                   | 2740                   | Жетекші      | 1               |
| Павлодарська сільська адміністрація | -          | 4487                   | 4633                   | 5319                   | 10613                  | Павлодарське | 1               |
| Кенжекольський сільський округ      | -          | 4021                   | 3751                   | 4773                   | 8018                   | Кенжеколь    | 3               |
| Мойилдинський сільський округ       | -          | 789                    | 850                    | 810                    | 1733                   | Мойилди      | 1               |

## Найбільші населені пункти
Населені пункти з чисельністю населенн понад 1000 осіб:
| № | Населений пункт | Населення, осіб (1989) | Населення, осіб (1999) | Населення, осіб (2009) | Населення, осіб (2021) |
| - | --------------- | ---------------------- | ---------------------- | ---------------------- | ---------------------- |
| 1 | Павлодар        | 330748                 | 300503                 | 317289                 | 333190                 |
| 2 | Павлодарське    | 4398                   | 4541                   | 5319                   | 10613                  |
| 3 | Атамекен        | 9586                   | 8072                   | 8619                   | 9488                   |
| 4 | Кенжеколь       | 3055                   | 2848                   | 3978                   | 7047                   |
| 5 | Жетекші         | 1644                   | 1503                   | 1732                   | 2740                   |
| 6 | Мойилди         | 789                    | 850                    | 810                    | 1733                   |